# Trichostomum squarrosum
Trichostomum squarrosum là một loài Rêu trong họ Pottiaceae. Loài này được (Brid.) Brid. miêu tả khoa học đầu tiên năm 1819.